# Mahmoud Taleghani
Mahmoud Taleghani (persiska: محمود طالقانی, Mahmud Taleqani), född 1911 i Galird i provinsen Alborz, Persien, död 9 september 1979, var en iransk ayatollah (fick utnämningen efter sin död), teolog och islamist. Han var också anhängare av socialismens idéer om kollektivt ägande som han försökte förena med islam i sin bok "Islam och ägande". Han var ideologiskt betydelsefull för den islamiska revolutionen och blev ordförande i det islamiska revolutionsrådet, men i april 1979, bara två månader efter revolutionen, hamnade Taleghani i en allvarlig konflikt med Ayatollah Khomeini.

## Biografi
Taleghani  föddes i en religiös familj i byn Galird nära Taleqan i norra Persien. Hans far började undervisa honom om islam. Han fortsatte sina studier på teologiska skolor i den heliga staden Qom, och blev sedan lärare och föreläsare i Teheran 1938. 
På 1950-talet stödde han premiärminister Mohammad Mosaddeqs nationalisering av oljeindustrin. Efter 1953 års iranska statskupp som störtade Mosaddegh och återställde shahen greps Taleghani och enligt den islamiska republikens IRIBs hemsida anklagades han för att gömma Navvab Safavi, grundare och ledare för Fedayan-e eslam, en islamistisk terrorgrupp.
Taleghani var samtida med den iranske revolutionäre ledaren Ruhollah Khomeini men hade sin egen ideologi i Irans shiitiska motståndsrörelse mot den västvänliga, sekulära Shah Mohammad Reza Pahlavi. Han var en av grundarna till "Iranska frihetsrörelsen" 1961 tillsammans med bland andra Mehdi Bazargan. Han satt över 10 år av sitt liv i fängelse och kom där i kontakt med många vänsteraktivister. Vänsterns inflytande på hans tänkande avspeglas i hans berömda bok "Islam och ägande" som argumenterade till stöd för kollektivt ägande "som om det vore en förutsättning för rättfärdigt islamiskt tänkande".
Även om han inte var lika inflytelserik som Khomeini, var Taleghani avgörande för att "forma de underströmmar" som ledde till den iranska revolutionen och förde Khomeini till makten. Han blev även ordförande för det revolutionära rådet, Irans högsta styrande organ, ett faktum som inte avslöjades förrän vid hans död.

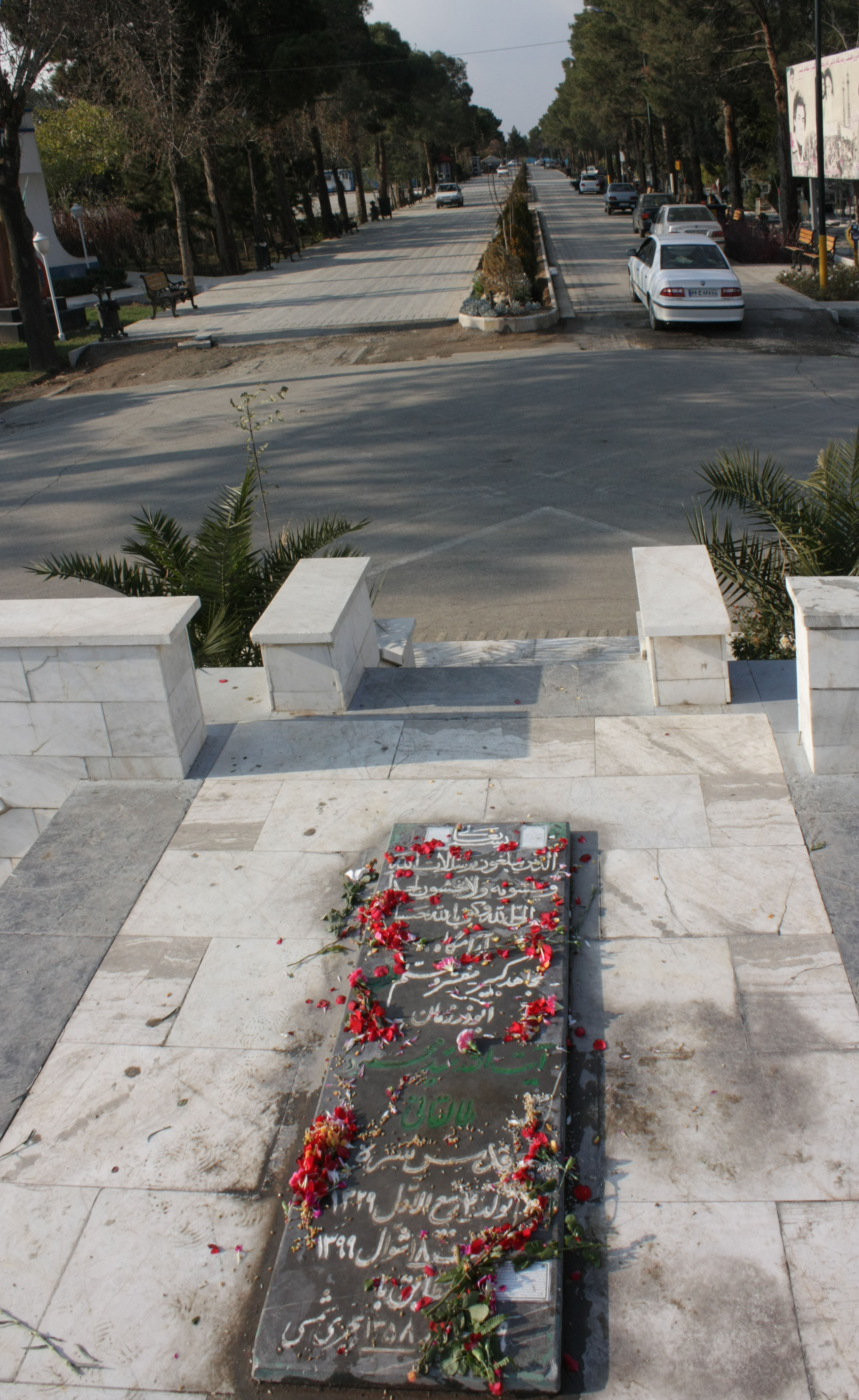

Taleghani var "känd för sin tolerans" och "tjänade som Khomeinis medlare i tvister med kurder och andra oliktänkande grupper", men han hade också meningsskiljaktigheter med Khomeni som ledde till en allvarlig konflikt i april 1979. Taleghani varnade då i ett tal för en återgång till "despotism". Två av hans söner greps  av revolutionsgardet, medan tusentals av hans anhängare demonstrerade på gatorna och skanderade  "Taleghani, du är själen i revolutionen! Ner med reaktionärerna". Taleghani kallades senare till Qom, där han fick allvarliga reprimander av Khomeini, som dock i ett uttalande framhöll att "herr Taleghani är med oss och han är ledsen för det som hände". Det har noterats att Khomeini vid detta tillfälle titulerade honom som "herr" och inte som "ayatollah" Taleghani.
Taleghani dog några månader senare, i september 1979. Hans mystiska död och livsverk gav anledning till stora folkmassor och mycket känslor före och under hans begravning. Hans bortgång sades vara "ett slag mot måttfullhet och progressivt tänkande" i revolutionen.